# Perro de guerra

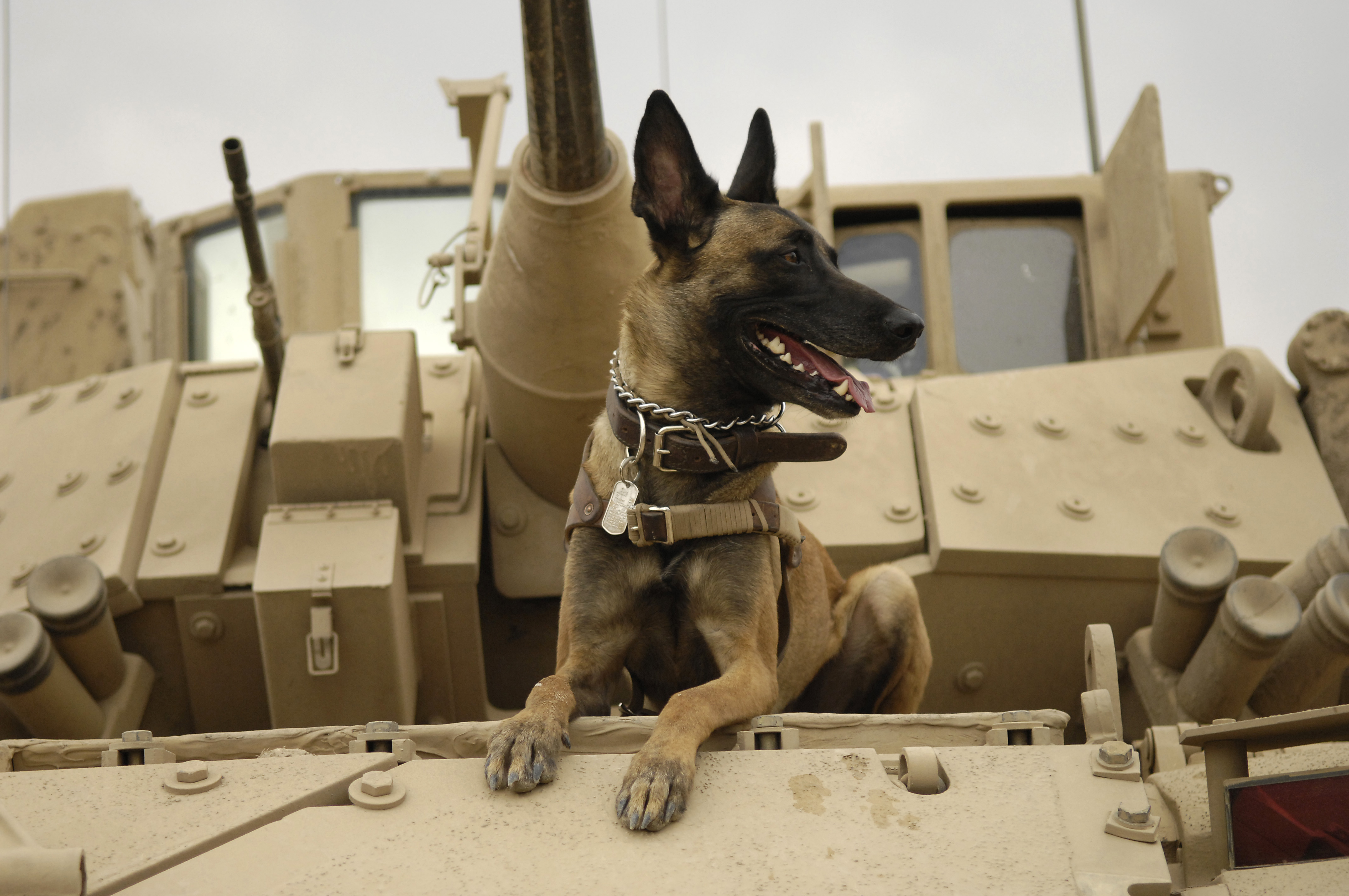
Un perro pastor belga Malinois de la Fuerza Aérea de EE. UU. en un vehículo M2/M3 Bradley en Iraq.

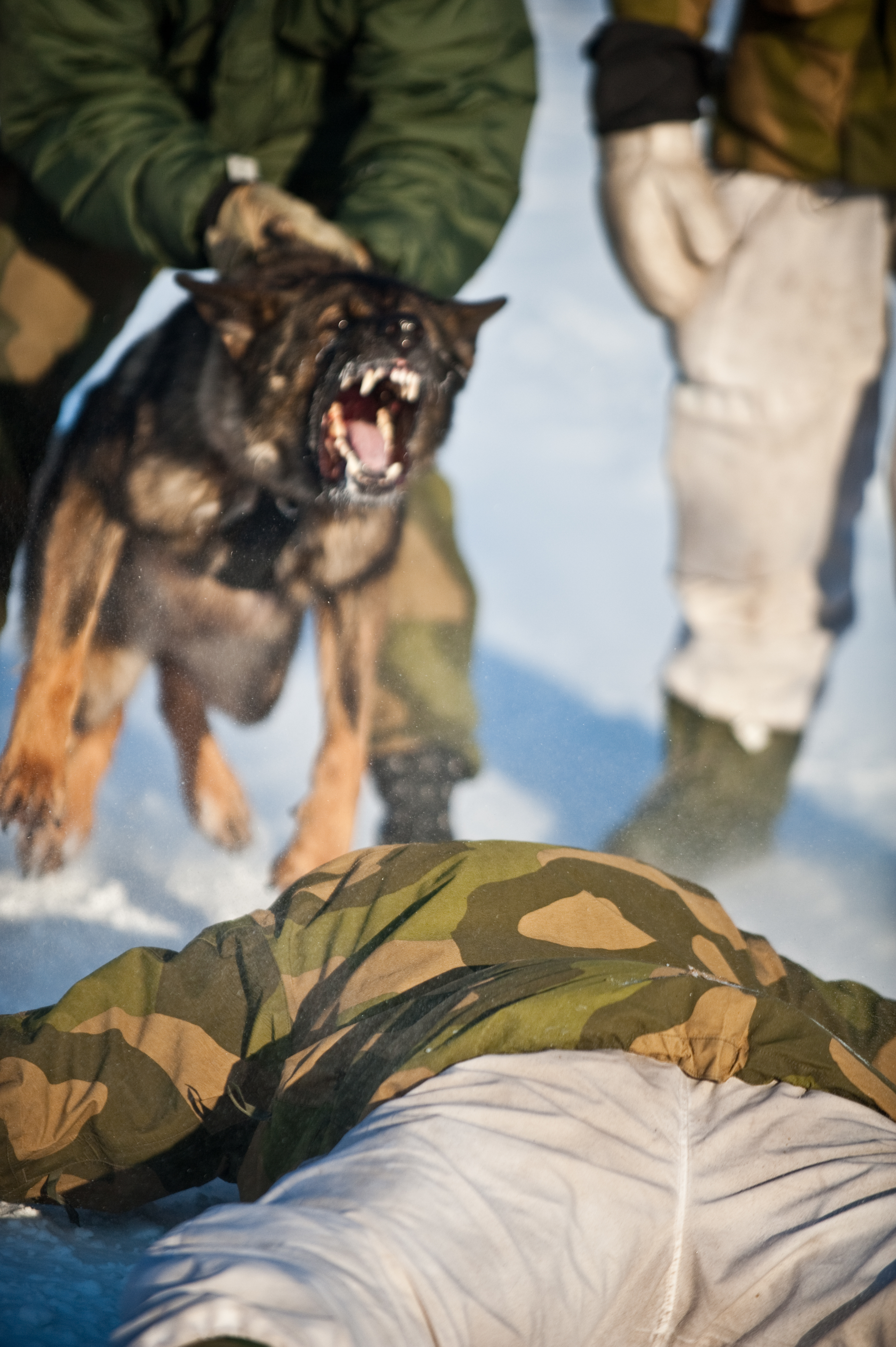
Perro de la base noruega de Sør-Varanger durante un arresto simulado.

Un perro de guerra es un can que sirve en un ejército para cumplir un papel en la guerra.
Desde tiempos antiguos, los perros tienen una larga historia en la guerra. Han sido entrenados para su uso en combate, como centinelas, exploradores y rastreadores. Su utilización ha sido muy variada.

## Historia
Egipcios, griegos, persas, sármatas, baganda, alanos, eslavos, hunos, españoles, británicos y los romanos usaron perros en la guerra. El moloso de Epiro (Grecia) era el más fuerte conocido por los romanos, entrenado para la batalla. Entre griegos y romanos, los perros sirvieron con más frecuencia como guardianes o para patrullas, aunque en ocasiones fueron usados en el combate. El primer uso documentado de perros en una batalla fue grabada en las fuentes clásicas por Aliates de Lidia contra los cimerios alrededor del 600 a. C. Los perros de los lidios mataron a algunos invasores e hicieron huir a los demás.
En la Antigüedad tardía Atila, el rey de los hunos, utilizó perros molosos en sus campañas. Durante la Edad Media los reproductores de perros de guerra eran muy apreciados para el intercambio de regalos entre la realeza. Otras civilizaciones utilizaron perros con armaduras para defender las caravanas del ataque del enemigo. Los conquistadores españoles utilizaron perros con armadura entrenados.
En Extremo Oriente, el emperador vietnamita Lê Lợi disponía de una jauría de cien perros atendidos y cuidados por Nguyễn Xí con tal habilidad, que fue ascendido a comandante de un regimiento de fuerzas de choque.
Más tarde Federico el Grande utilizó perros como mensajeros durante la Guerra de los Siete Años con Rusia. Napoleón también los usó durante sus campañas. También hubo perros guardianes desde 1770 en las instalaciones de la armada francesa.
El primer uso oficial de perros con fines militares en los Estados Unidos fue durante las Guerras Seminolas, también fueron utilizados en la Guerra de Secesión para proteger, enviar mensajes, y custodiar prisioneros. Los perros fueron mascotas en la Primera Guerra Mundial para labores de propaganda y de reclutamiento en EE. UU.

## Cronología histórica
Los perros han sido utilizados en la guerra por muchas civilizaciones. Conforme los conflictos bélicos han evolucionado también han cambiado la misiones encomendadas.
- Mediados del siglo VII a. C.: en la guerra librada por Éfeso contra Magnesia del Meandro (Turquía), cada caballero estaba acompañado por su perro de ataque y su lancero. Los perros se soltaban primero para romper las filas enemigas y después venía una carga de caballería que atacaba con lanzas.[6] El epitafio de un guerrero de Magnesia llamado Hippaemon lleva grabado el nombre de su perro Lethargos y su lancero.[7]
- 525 a. C.: En la batalla de Pelusio, Cambises II empleó una táctica psicológica contra los egipcios, colocando perros y otros animales en la línea del frente para aprovechar la veneración religiosa que los egipcios sentían por los animales.
- 490 a. C. representación en un mural de un perro siguiendo a un guerrero hoplita a la batalla de Maratón contra los persas.[8]
- 480 a. C.: Jerjes I de Persia aparece rodeado por grandes manadas de perros indios cuando invade Grecia. Pueden haber tenido un uso militar o para deporte y la caza, su propósito no está claro.[9]
- 281 a. C.: Lisímaco de Tracia murió durante la batalla de Corupedio y cuando se le descubrió, su fiel perro custodiaba su cadáver.[10]
- 231 a. C.: El cónsul romano Marco Pomponio Matho, dirigiendo las legiones romanas a través de la isla de Cerdeña, en la que los habitantes libraban una guerra de guerrillas contra los romanos, utilizó "perros de Italia" para cazar a los indígenas que intentaban esconderse en las cuevas.
- 120 a. C.: Bituito, rey de los arvernos, atacó a una pequeña fuerza romana dirigida por el cónsul Fabio, utilizando sólo los perros de su ejército.
- Siglo XVI: Mastines y otras razas grandes fueron utilizadas por los conquistadores españoles contra los indígenas de las Américas.[11]
- 1700-1800s: Los perros fueron utilizados en sociedades esclavistas del Caribe, América del Norte y Brasil para mantener la esclavitud.[12]
- 1914–1918: Los perros fueron utilizados como mensajeros por las fuerzas internacionales, aproximadamente un millón resultaron muertos en acto de servicio. Un Boston Terrier llamado Sargento Stubby, fue el can más condecorado de la Primera Guerra Mundial siendo el único que alcanzó rango militar con nombramiento de sargento por méritos de guerra. Entre otras proezas, se dijo que había capturado a un espía alemán.[13] También fue la mascota de la Universidad de Georgetown. Rags fue otro perro notable de la Primera Guerra Mundial.
- 1941–1945: La Unión Soviética desplegó el perro antitanque contra tanques alemanes, con escaso éxito.
- 1943–1945: El Cuerpo de Marines de los Estados Unidos utilizó perros, donados por sus dueños en la Guerra del Pacífico (1937-1945), para la toma de las islas ocupadas por las fuerzas japonesas. Durante este periodo el Dóberman fue el perro oficial del USMC. A pesar de ello, todas las razas podían ser seleccionadas como "perros de ataque en el Pacífico". De los 549 perros que volvieron de la guerra, sólo 4 no regresaron a la vida civil. Muchos de ellos se quedaron con sus adiestradores. "Chips" fue el perro más condecorado de la Segunda Guerra Mundial.
- 1966–1973: aproximadamente 5000 perros de ataque de EE. UU. Sirvieron en la Guerra de Vietnam (el Ejército de EE. UU. no llevaba registros con anterioridad a 1968); cerca de diez mil soldados estadounidenses fueron adiestradores de perros durante la guerra, se estima que las unidades caninas salvaron más de diez mil vidas. Un total de 295 soldados adiestradores y 232 perros perdieron la vida en acto de servicio. Se estima que unos 200 perros supervivientes de la Guerra de Vietnam fueron destinados a bases norteamericanas en el extranjero, el resto fue sacrificado o abandonado.[14]
- 2011: La fuerza de operaciones especiales SEAL utilizó un pastor belga malinois en la Operación Lanza de Neptuno que terminó con la muerte de Osama bin Laden.[15][16]

## Usos y utilidad

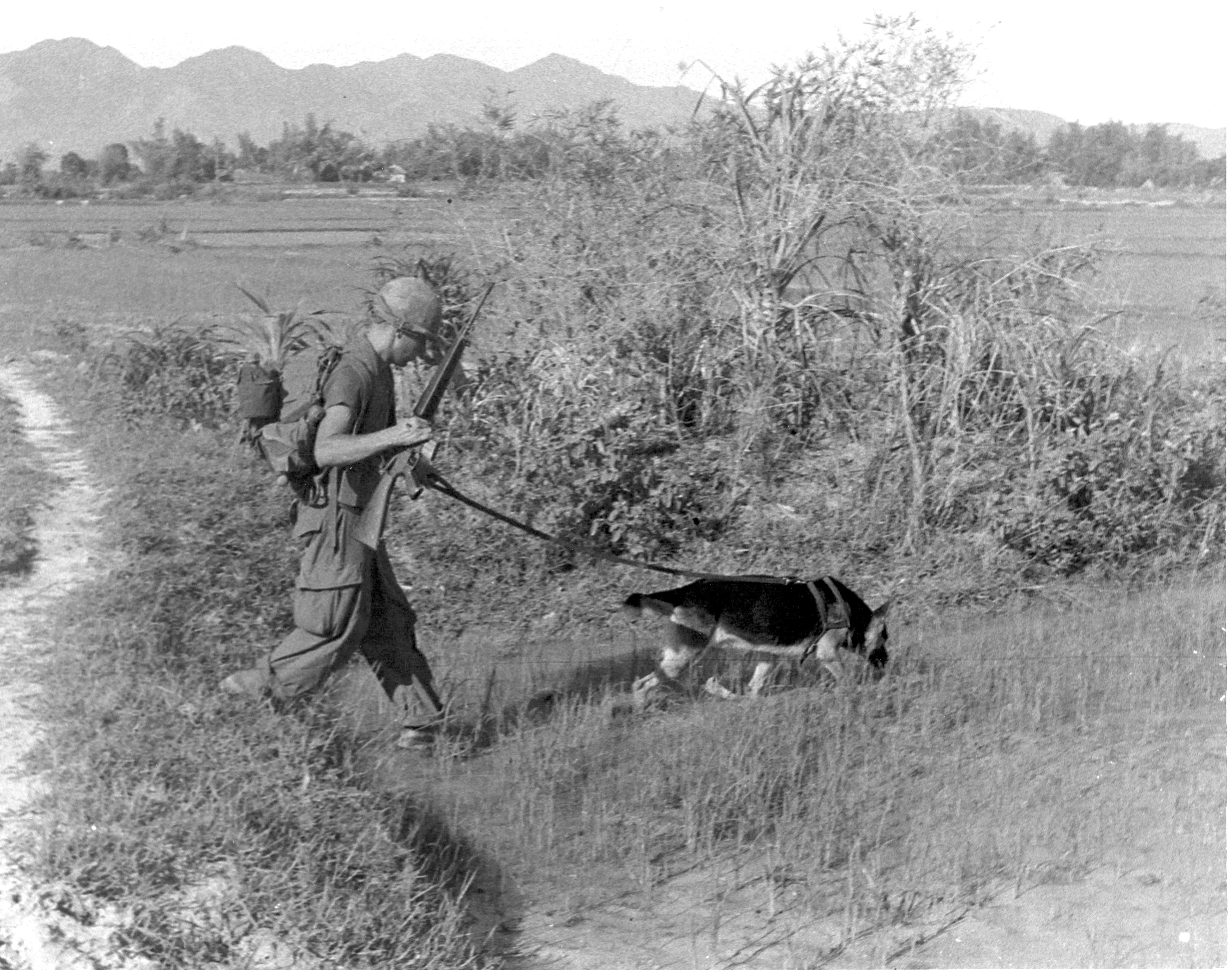
Ejército de EE. UU. SP4 Bealock y "Chief ", un pastor alemán, de patrulla en Vietnam.

Los perros han sido utilizados para distintas misiones en función de la raza siguiendo las necesidades de los adiestradores. Algunas de estas funciones quedaron obsoletas, pero el concepto del perro sigue vigente en la guerra moderna.

### En combate

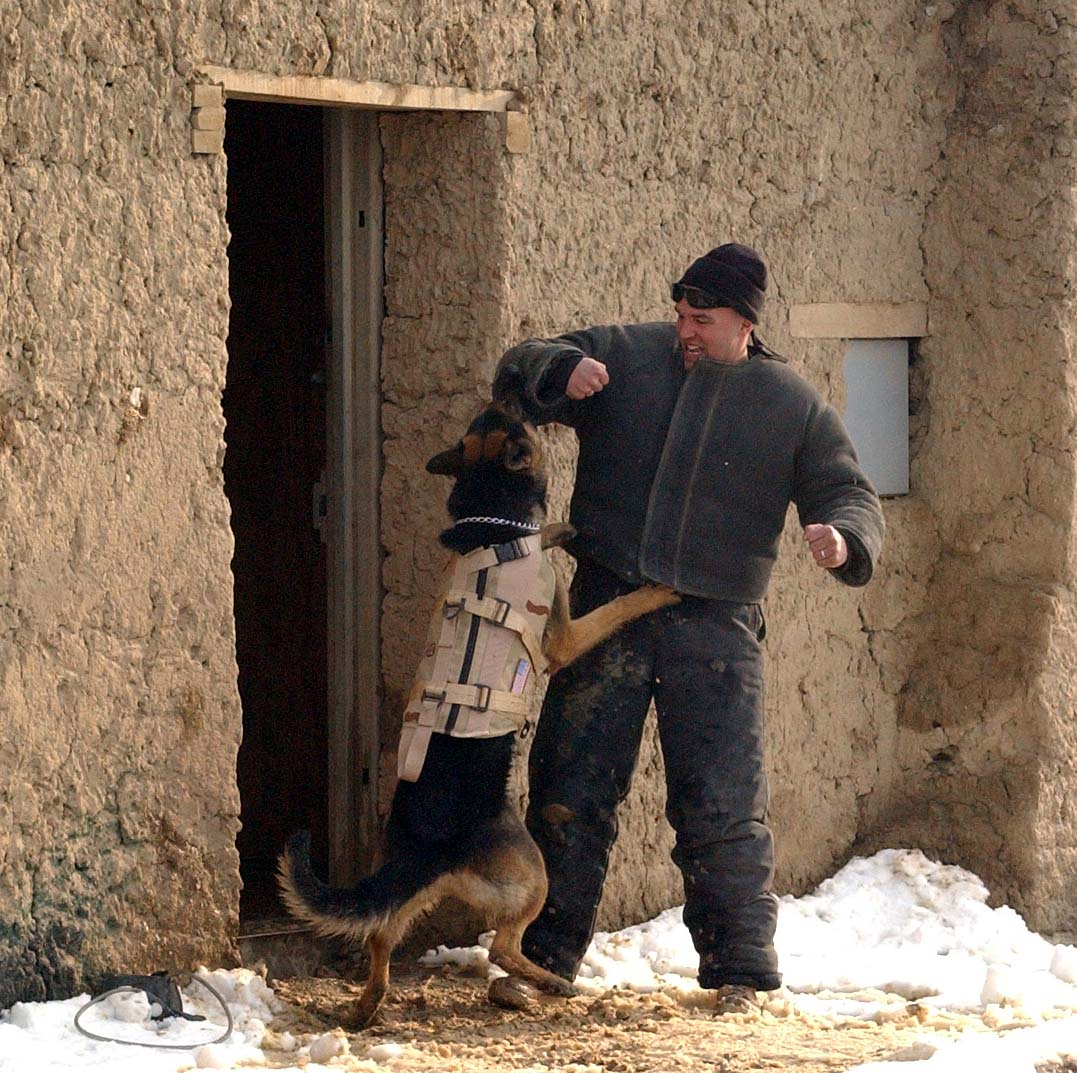
Un perro militar con chaleco antibalas entrenando para atacar en Afganistán.

En la Antigüedad a los perros mastines o molosos les ataban armaduras o collares con púas para atacar al enemigo. Esta táctica fue utilizada por varias civilizaciones, como por ejemplo, los romanos y los griegos. Aunque no tan frecuentemente como en siglos anteriores, los ejércitos modernos continúan empleando perros de ataque. El Mando de Operaciones Especiales del Ejército de los Estados Unidos (SOCOM) usa los perros en redadas para capturar enemigos o prisioneros fugados, o para buscar en áreas demasiado difíciles o peligrosas para los soldados (lugares estrechos donde hay que arrastrarse).
Otro programa durante la Segunda Guerra Mundial fue sugerido por un ciudadano suizo que vive en Santa Fe, Nuevo México.
William A. Prestre propuso utilizar perros grandes para matar soldados japoneses. Convenció a los militares para alquilar una isla en el río Misisipi para albergar las instalaciones de adiestramiento. Allí el ejército esperaba entrenar dos millones de perros. La idea era empezar las invasiones de la isla nipona con lanchas de desembarco soltando miles de perros contra los defensores japoneses, seguidos por las tropas mientras los nipones se dispersaban confundidos. El mayor problema era conseguir soldados japoneses para entrenar a los perros, ya que pocos nipones habían sido capturados. Finalmente, soldados americanos de origen japonés se ofrecieron voluntarios para la formación. El problema más importante eran los perros, que eran demasiado dóciles y no cruzaban correctamente la playa, o se asustaban con el fuego de artillería. Después de gastar millones de dólares con escasos resultados, el programa fue abandonado.
La Unión Soviética utilizó perros antitanque desde la década de 1930. Los primeros perros antitanque iban equipados con una mina con espoleta y se entrenaban para lanzarse debajo del tanque para hacerla explotar. Sin embargo solían entrenarse con tanques parados y muy rara vez en movimiento. Además eran tiroteados cuando corrían junto a los blindados enemigos. Cuando había tanques alemanes y rusos en el campo de batalla, los perros se lanzaban preferentemente hacia los tanques soviéticos porque les resultaban familiares.

### Logística y comunicación

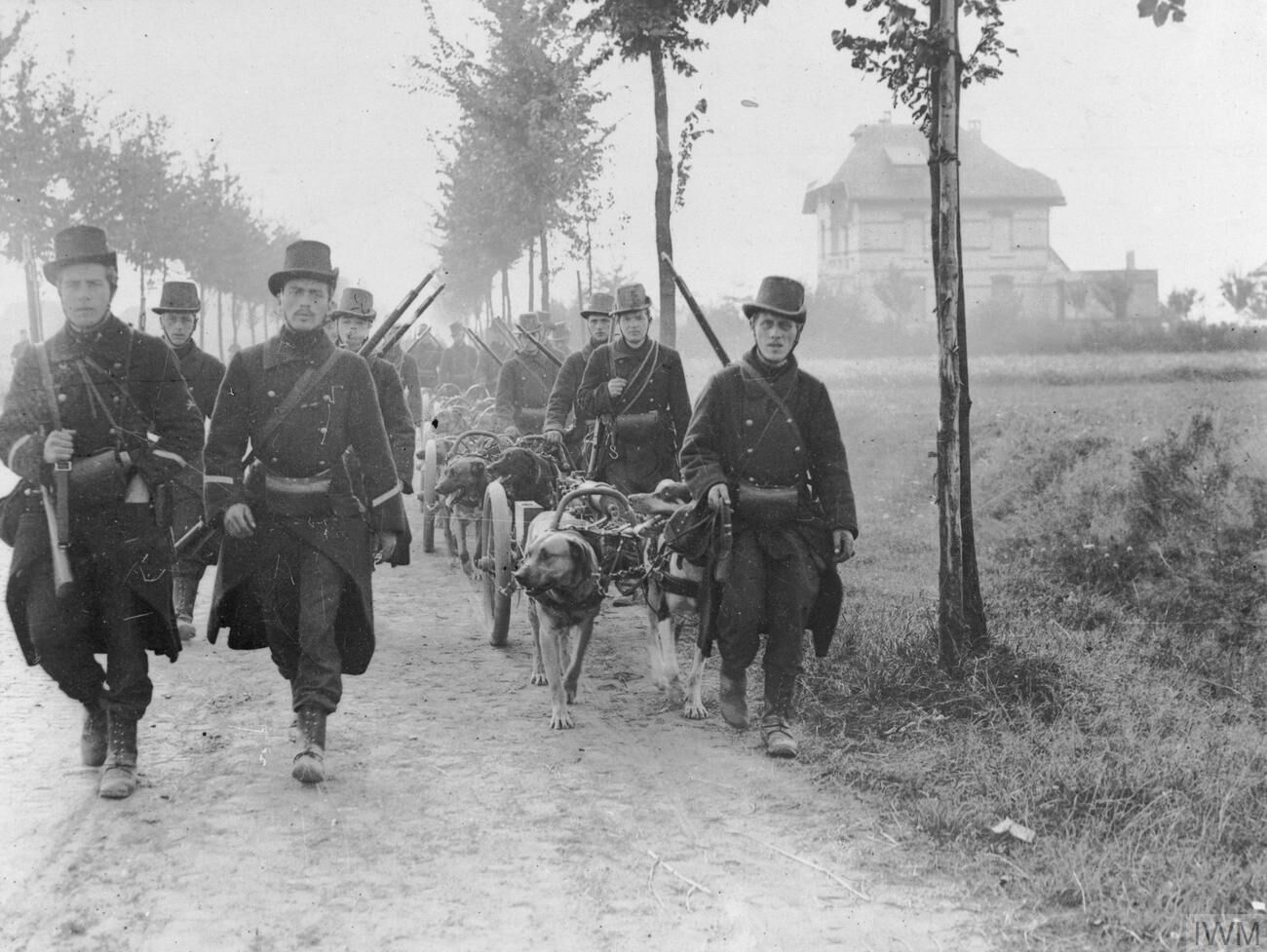
- Carabineros belgas con perros tirando de los carros con ametralladoras durante la batalla de las Ardenas en 1914.

Cuando la Primera Guerra Mundial estalló en muchos barrios europeos se usaban perros para tirar de carritos para el reparto de leche y tareas similares. Los ejércitos europeos adaptaron ese proceso para uso militar.
En agosto de 1914, el Ejército belga utilizó perros para tirar de la ametralladora Maxim en carros con ruedas, suministros o según se dice incluso heridos en sus camillas. Después de que empezara la guerra de trincheras a los dos meses de comenzado el conflicto, los perros dejaron de usarse para este fin. Los franceses tuvieron 250 perros en el inicio de Primera Guerra Mundial. El ejército holandés copió la idea y tuvo centenares de los perros entrenados y a punto hacia el final de la guerra. (Holanda era un país neutral). El Ejército Rojo soviético también utilizó perros tirar de las camillas de heridos en los puestos de socorro durante Segunda Guerra Mundial. Los perros eran muy adecuados para transportar cargas por la nieve y a través de los cráteres de las explosiones.
Los perros eran a menudo utilizados como mensajeros en combate. Se soltaban para ir sigilosamente hacia un segundo adiestrador. Se necesitaba un perro fiel a " dos amos" ya que de lo contrario el perro no entregaría el mensaje. Algunos perros mensajeros también actuaron otros trabajos de comunicación, como tender líneas telefónicas.
Un famoso Yorkshire Terrier (2 kg) llamado Smoky colocó un cable de telégrafo de 4 - 8 pulgadas de diámetro en un tubo de 21 m de longitud para asegurar la comunicación sin desplazar tropas a la línea de fuego.

### Mascotas
Los perros eran a menudo utilizados como mascotas para las unidades militares. El perro en cuestión podría ser el de un oficial, un animal que la unidad escogió adoptar, o uno de los canes empleado en otra función como perro de trabajo. Sinbad y Judy eran perros enrolados en la marina como cualquier otro miembro en servicio. Algunas unidades también escogieron emplear una raza particular de perro como su mascota estándar y los reemplazaban cuando morían o eran "jubilados". La presencia de una mascota se pensó para subir la moral, y muchos causaron este efecto en las trincheras de la Primera Guerra Mundial.

### Investigación médica

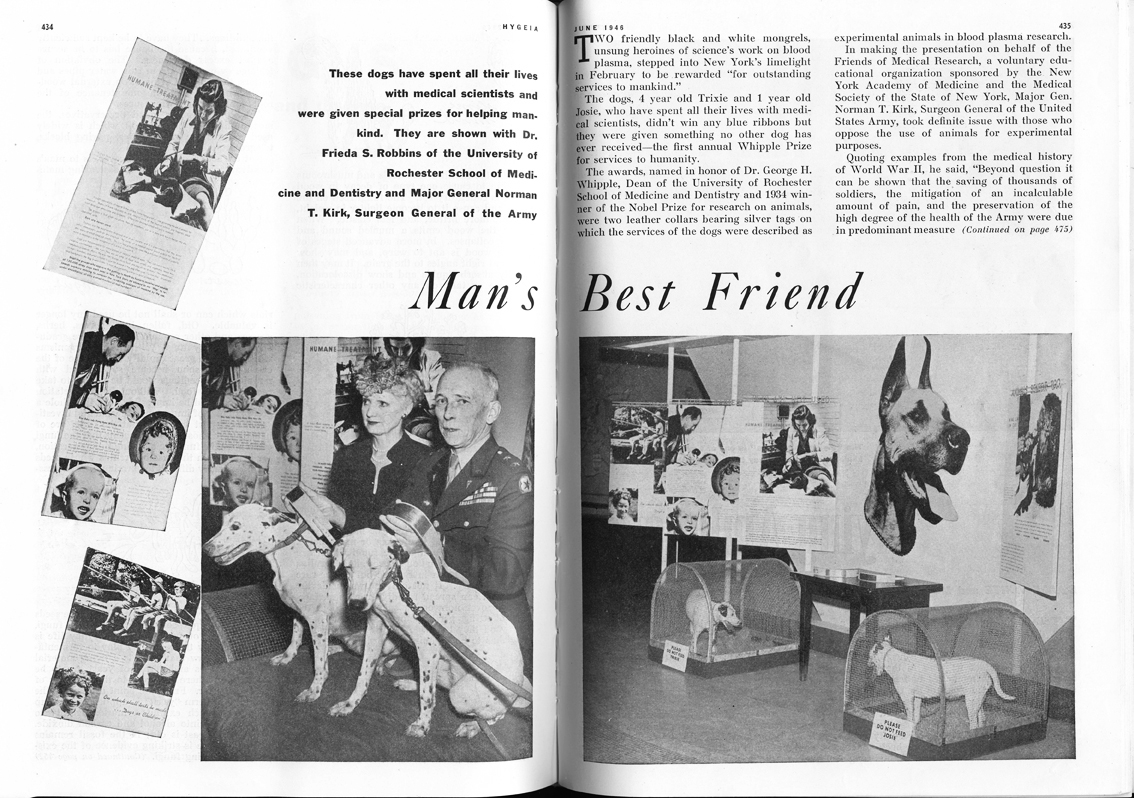
Investigadores y sus aliados caninos en las fuerzas armadas, galardonados con medallas de estilo militar para animales de laboratorio y así enfatizar la importancia militar de la experimentación animal. Aquí el Cirujano General Mayor General Norman T. Kirk, en ayuda a los Amigos de Investigación Médica, otorga medallas a perros de experimentación Trixie y Josie "por servicios excepcionales a humanidad."

En la Segunda Guerra Mundial, los perros tomaron un nuevo protagonismo con la experimentación médica, cuando fueron los animales escogidos en primer lugar para la investigación . La experimentación animal hizo probar fármacos nuevos a los médicos sin arriesgar vidas humanas, aunque estas prácticas tuvieron un mayor control después de la guerra. El gobierno de los Estados Unidos proclamó estos perros como héroes.
La Guerra Fría levantó un encendido debate sobre la ética de la experimentación animal en los EE. UU., particularmente dirigido a cómo los cánidos fueron tratados durante la II Guerra Mundial. En 1966, las reformas llegaron a este campo con la adopción de la Ley de Bienestar Animal.
El primer uso oficial de perros con fines militares en los Estados Unidos fue durante las Guerras Seminolas, también fueron utilizados en la Guerra de Secesión para proteger, enviar mensajes, y los custodiar prisioneros Los perros fueron mascotas en la Primera Guerra Mundial para labores de propaganda y de reclutamiento en EE. UU.

### Detección y rastreo
La mayoría de perros solían localizar minas. No resultaron ser muy eficaces bajo condiciones de combate. En la marina se entrenaba a los perros con cables al descubierto o semienterrados y que les daban descargas eléctricas que les asustaban enseñándoles que el peligro acechaba bajo tierra. Una vez la que atención del perro estaba correctamente dirigida, las minas ficticias fueron plantadas y los perros fueron entrenados para señalarlas. La tarea resultó tan estresante para ellos que sólo eran capaces de trabajar entre veinte y treinta minutos cada vez. Los shocks eléctricos aleatorios para usar las minas falsas ponían muy nerviosos a los perros. La vida útil de servicio era corta.
Los experimentos con ratas de laboratorio muestran que esta tendencia puede ser muy marcada, algunas ratas incluso se acurrucan en una esquina hasta la inanición para evitar el shock eléctrico.

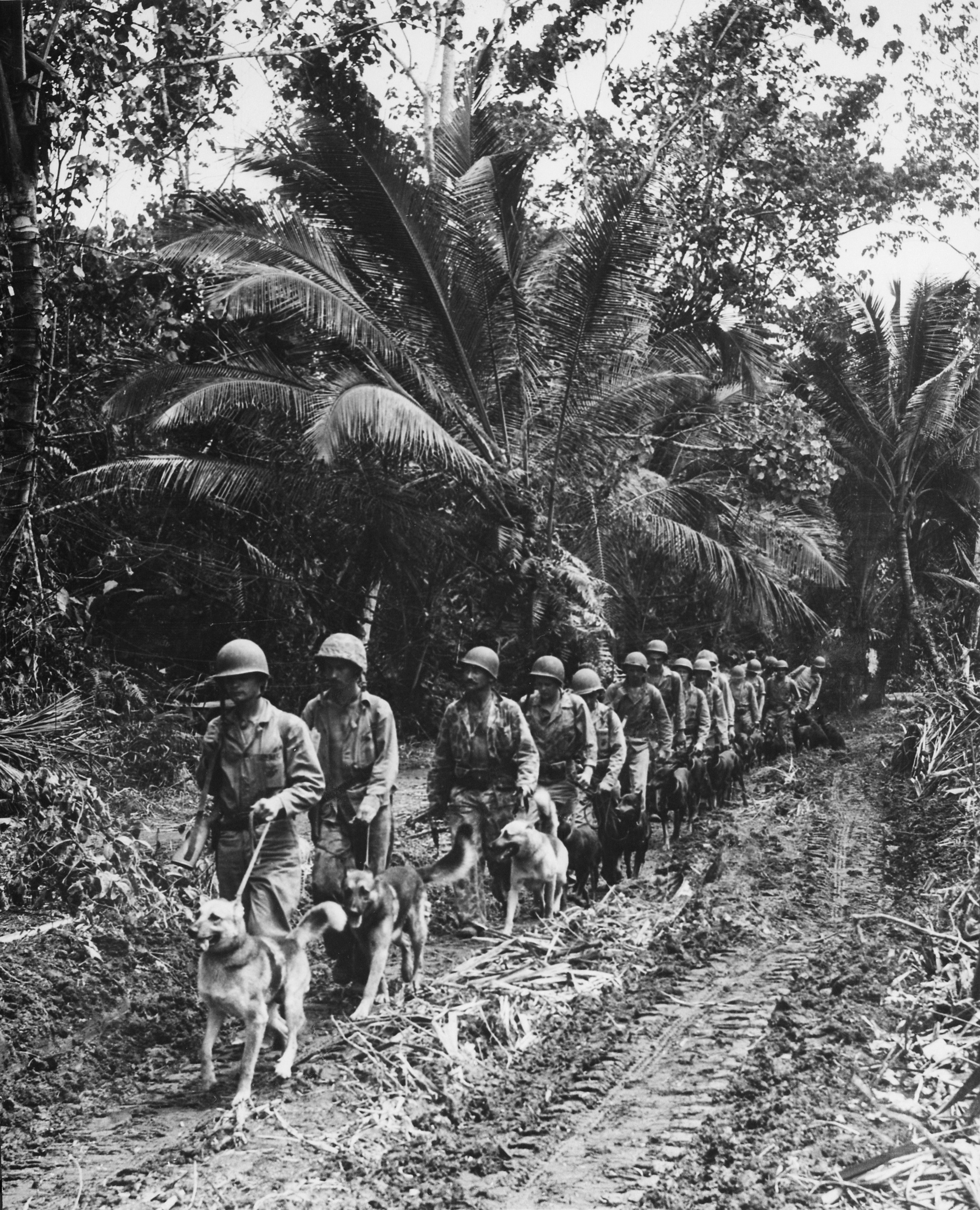
Fuerzas de Asalto de los Marines llevan perros exploradores y mensajeros a la línea del frente en Bougainville Papúa Nueva Guinea, finales de 1943.

### Exploradores

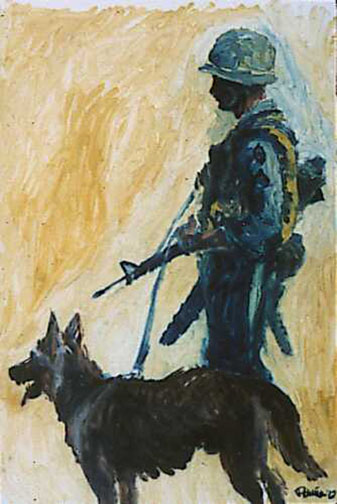
PERRO SCOUT por Augustine G. Acuna, Programa de Artistas de Combate de Vietnam, CAT II, 1966-67. Imagen por cortesía del Museo Nacional del Ejército de Estados Unidos

Algunos perros fueron entrenados para localizar sigilosamente trampas cazabobos y enemigos ocultos como los francotiradores. El agudo sentido del olfato les hicieron mucho más eficaces para detectar estos peligros que los humanos. El mejor perro explorador es descrito como aquel que está a medio camino entre los dóciles rastreadores y los agresivos de ataque. En exploración los perros son capaces de identificar una amenaza enemiga en un área de unos mil metros. Este método de exploración es más eficaz comparativamente que los sentidos humanos. Perros exploradores fueron utilizados en la II Guerra Mundial, Corea y Vietnam por los Estados Unidos para detectar emboscadas, depósitos de armas o combatientes enemigos que se esconden bajo el agua, asomando únicamente una caña para respirar justo por encima de la línea de flotación. Los EE. UU. mantuvieron operaciones con perros exploradores en los pelotones (asignando un equipo de guía y perro a las patrullas ) y crearon una escuela de adiestramiento en Fort Benning, Georgia.

### Centinelas
Uno de los usos militares más antiguos de los perros centinelas consistía en defender los campamentos u otras áreas prioritarias durante la noche y el día. Ladraban o gruñían para alertar a los guardias de la presencia de un extraño. Durante la Guerra Fría, el ejército estadounidense utiliza equipos de perros y centinela en el entorno de las áreas de almacenamiento de armas nucleares. Un programa se llevó a cabo en Vietnam para poner a prueba los perros- centinela, a los dos días de un exitoso ataque del Vietcong a la base aérea de Da Nang (1 de julio de 1965). Cuarenta equipos de perros fueron desplegados en Vietnam por un período de cuatro meses, colocados en el perímetro junto a las torres de ametralladoras y los búnkeres. La detección de intrusos permitió una rápida llegada de refuerzos. La prueba fue un éxito, por lo que los adiestradores regresaron a los EE. UU., mientras que los perros fueron reasignados a otros guías. De inmediato la Fuerza Aérea envió equipos caninos a las bases en Vietnam y Tailandia.
La acumulación de fuerzas armadas estadounidenses en Vietnam creó grandes secciones caninas en las bases de la USAF en el Sudeste de Asia (SEA). Fueron asignados 467 perros a las bases aéreas de Bien Hoa, Binh Thuy, Cam Ranh Bay, Da Nang, Nha Trang, Tuy Hoa, Phù Cát, Phan Rang, Tan Son Nhut, y Pleiku. Al año de su despliegue, los ataques a varias bases habían sido frustrados por los perros que detectaron al enemigo. Un miembro del Vietcong capturado contó el temor y el respeto que le tenían a los perros. El Vietcong incluso puso una recompensa por la vida de los adiestradores y sus perros. El éxito de los perros centinela fue determinante en la falta de incursiones exitosas del enemigo en las bases de Tailandia y Vietnam. Se estima por la Asociación de Perros de Guerra de Estados Unidos que los perros militares han salvado más de diez mil vidas estadounidenses en Vietnam. Los perros centinela también fueron utilizados por el ejército, la marina y los marines para proteger el perímetro de sus bases.

### Usos modernos

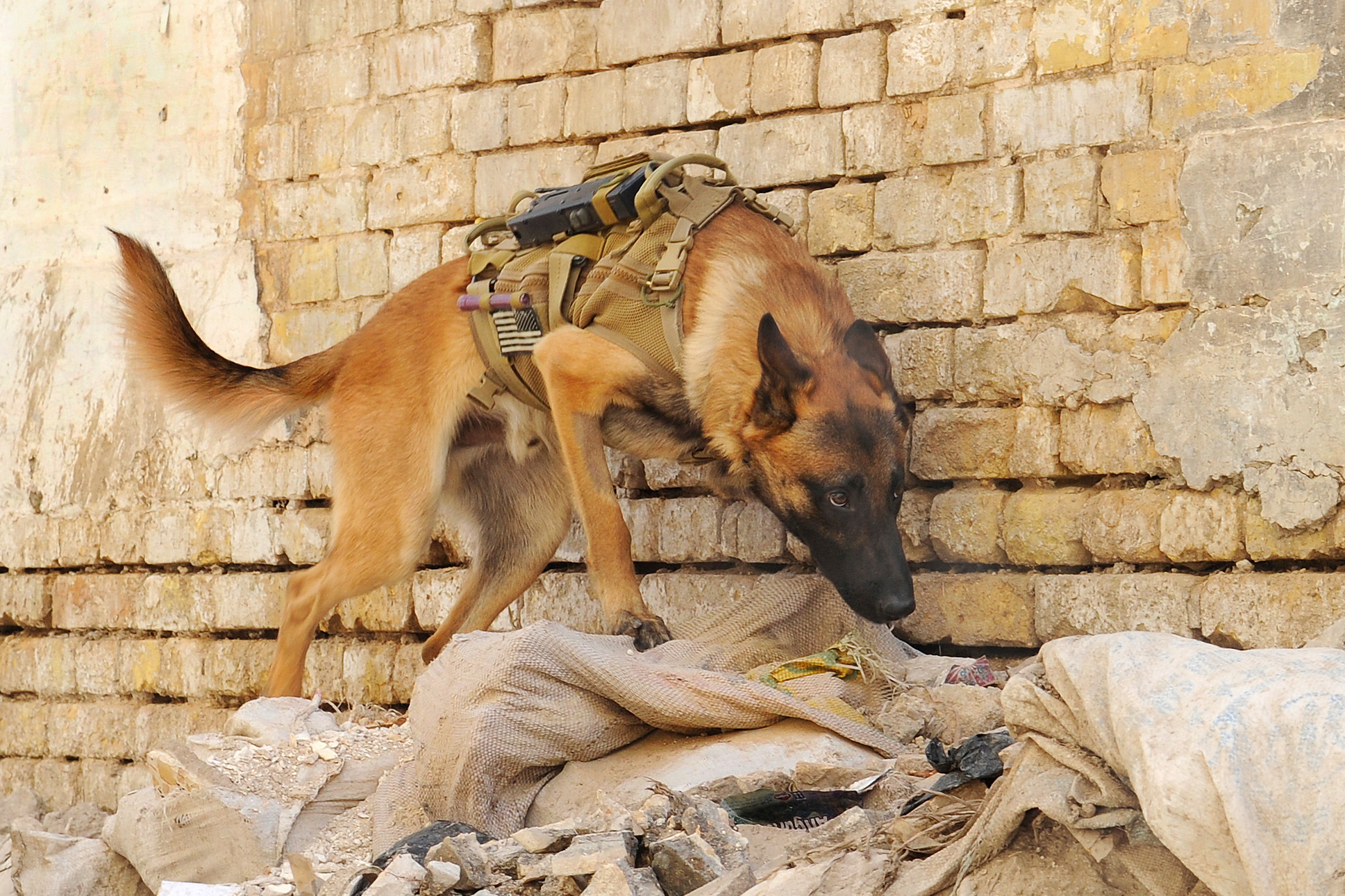
Perro militar del Ejército de EE. UU. Busca entre los escombros y la basura junto a un edificio convertido en objetivo en Rusafa, en el este de Bagdad, Irak.

Actualmente a los perros en funciones militares también se les llama a menudo perros policía y en los Estados Unidos y el Reino Unido como Perro Militar de Trabajo (MWD), o K-9. Sus funciones son casi tan variadas como sus antecesores, aunque tienden a ser menos utilizados en primera línea. A partir de 2011, seiscientos perros militares de Estados Unidos estaban participando activamente en los conflictos en Irak y Afganistán.
Tradicionalmente, la raza más común para estas operaciones de tipo policial ha sido el pastor alemán y en los últimos años ha habido un cambio hacia los perros más pequeños con un olfato más agudo para el trabajo de detección, y las razas más resistentes, como el pastor belga malinois y el pastor holandés para el patrullaje y la vigilancia. Todos MWD en uso hoy en día son emparejados con un solo individuo después de su adiestramiento. Esta persona se denomina controlador. Mientras que un guía por lo general no se quedará con el mismo perro a largo plazo, un controlador permanecerá asociado con un perro durante al menos un año y a veces más.
Los últimos chalecos tácticos caninos están equipados con cámaras y micrófonos que permiten a los perros para transmitir información de audio y visual a sus controladores.
En la década de 1970 la Fuerza Aérea de Estados Unidos utilizaba más de mil seiscientos perros por todo el mundo. Hoy en día, los recortes han reducido los equipos USAF caninos a unos quinientos treinta en todo el mundo. Muchos de los perros que trabajan en estas funciones se forman en la Base Lackland de la Fuerza Aérea, el único centro de Estados Unidos que actualmente entrena perros para uso militar.

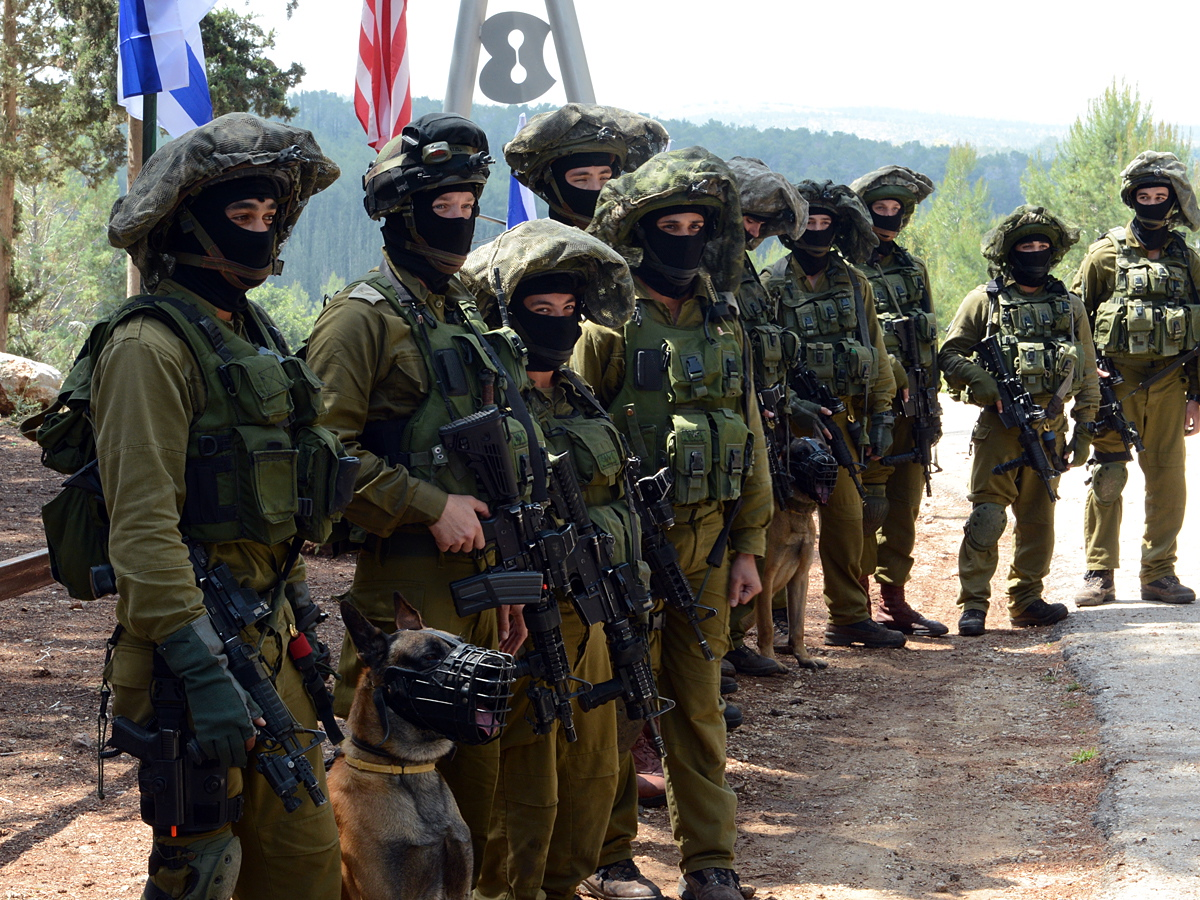
Una unidad canina de las Fuerzas de Defensa del Israel

Ha habido cambios en la legislación en beneficio de los caninos. Antes del 2000, se requería que los perros militares más viejos fueran sacrificados. La nueva ley permite la adopción de perros militares retirados del servicio. Un caso notable fue el de Lex, un perro de trabajo cuyo controlador murió en Irak.
Existen numerosos monumentos dedicados a los perros de guerra, como March Field Air Museum en Riverside California; en la Escuela de Infantería en Fort Benning Georgia; en las instalaciones navales de Guam, con réplicas en la Universidad de Tennessee Colegio de Medicina veterinaria en Knoxville ; el Centro de Investigación Alfred M. Gray en Quantico (Virginia). El War Dogs Memorial de Alabama en el Parque Conmemorativo del Acorazado USS Alabama en Mobile (Alabama).

#### Labores de orden público

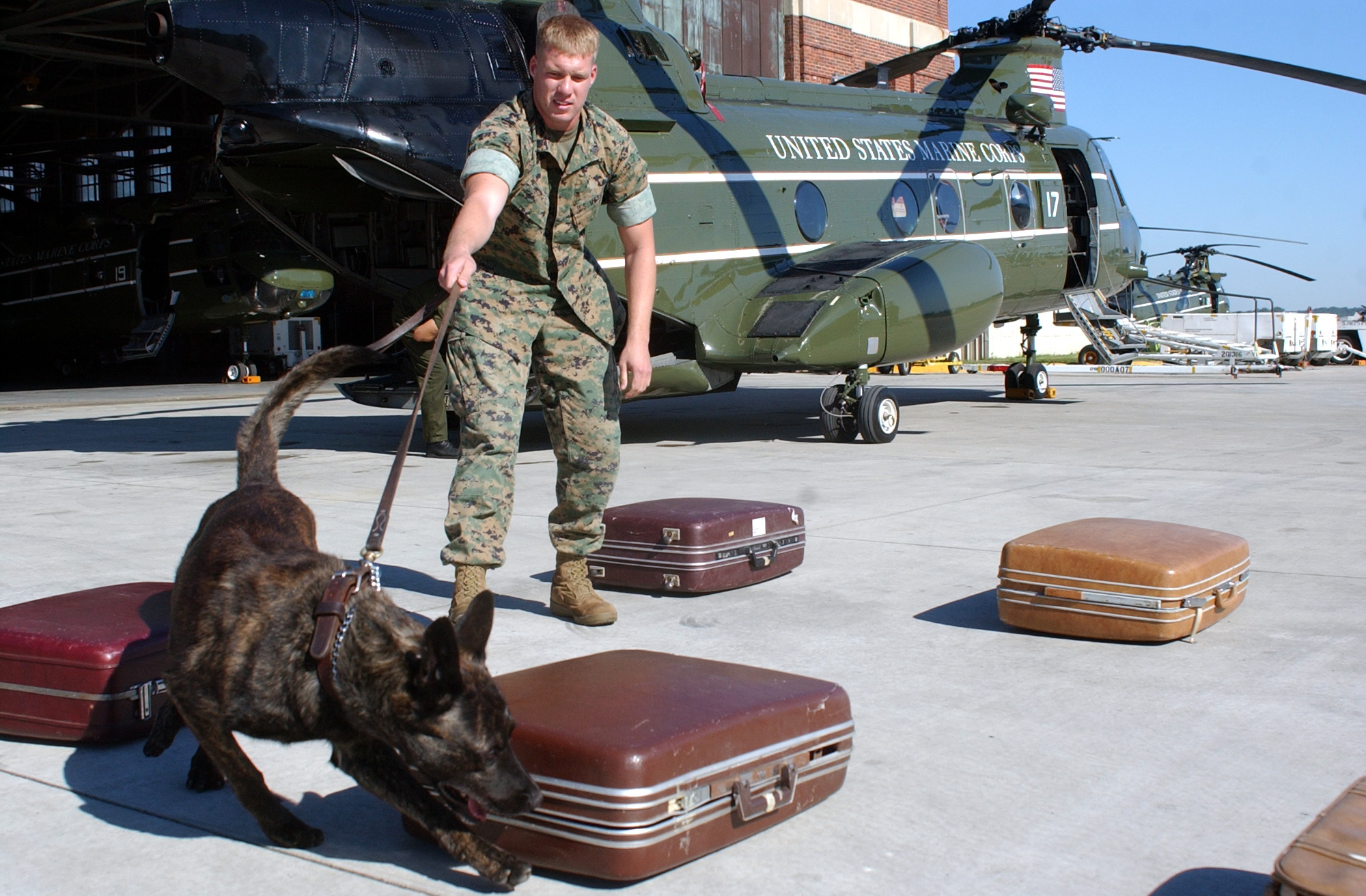
Un perro inspecciona el equipaje antes cargar a bordo de un helicóptero del escuadrón HMX-1.

Como compañeros en la vida cotidiana del trabajo de policía militar, los perros han demostrado ser agentes versátiles y leales. Los perros policías pueden perseguir sospechosos, realizar un rastreo si se ocultan y ponerlos bajo custodia cuando son capturados. Están capacitados para responder con virulencia si se ataca a su adiestrador, o no reaccionar en absoluto a menos de que se lo ordene su guía.

#### Detección de drogas y explosivos
Los perros militares y sus homólogos civiles colaboran en la detección de drogas, olfateando una amplia gama de sustancias psicoactivas pese a los esfuerzos por ocultarlas. Siempre que hayan sido capacitados para detectarla, los perros militares pueden oler pequeñas trazas de casi cualquier sustancia, incluso si están en un recipiente sellado. Los perros entrenados en la detección de drogas se utilizan normalmente en puntos de embarque, aeropuertos, puestos de control y otros lugares donde se necesita un alto nivel de seguridad y medidas anti contrabando.
Los perros militares también pueden ser entrenados para detectar explosivos. Al igual que sucede con los narcóticos, pueden detectar cantidades minúsculas de una amplia gama de explosivos, lo que los hace útiles para el registro en puntos de entrada y el patrullaje en instalaciones de alta seguridad y en controles. Estos perros son capaces de lograr más de un 98 % de éxito en la detección de bombas.

#### Intimidación

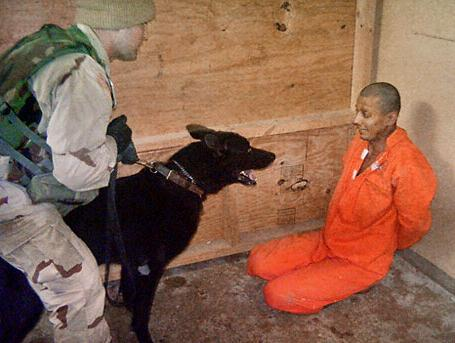
Un prisionero en un mono naranja y maniatado es asustado por un soldado de EE. UU. con su perro en la prisión de Abu Ghraib.

El uso por los Estados Unidos de perros militares sobre prisioneros durante las guerras recientes en Afganistán e Iraq ha sido motivo de polémicas.
Guerra de Irak: los Estados Unidos han utilizado perros para intimidar a los prisioneros en las cárceles iraquíes En las declaraciones ante la corte tras las revelaciones de las torturas y abusos de prisioneros en Abu Ghraib se dijo que el coronel Thomas M. Pappas aprobó el uso de perros para los interrogatorios. El soldado Van L. Frederick testificó que los interrogadores estaban autorizados a utilizar perros y que un interrogador civil le dejó listas de las celdas que quería visitar con los guías caninos. "Se les permitió utilizar los perros para intimidar a los presos...", declaró Frederick. Dos sargentos, Santos A. Cardona y Michael J. Smith, fueron acusados de maltrato a los detenidos, por presuntamente alentar y permitir el uso perros sin bozal para amenazar y atacar a los prisioneros. Los fiscales se han centrado en un incidente captado en fotografías publicadas, cuando los dos hombres supuestamente acorralaron a un detenido desnudo y permitieron que los perros le mordieran en los muslos mientras éste se encogía de miedo.
Guantánamo: se cree que el uso de perros contra los prisioneros en Irak se desarrolló en la Base Naval de la Bahía de Guantánamo. La utilización de perros en los prisioneros por las fuerzas regulares de Estados Unidos en esta base fue prohibida por Donald Rumsfeld en abril de 2003, unos meses después de las revelaciones de abusos en la prisión de Abu Ghraib que incluían el uso de perros para aterrorizar a prisioneros desnudos. Posteriormente Rumsfeld emitió otra orden que prohibía su uso por las fuerzas regulares estadounidenses en Irak.

#### Retirada del servicio
Tradicionalmente, desde la Segunda Guerra Mundial, los perros del ejército de Estados Unidos volvían a casa después de la guerra; a sus antiguos propietarios o adoptantes. La Guerra de Vietnam fue distinta: los perros eran sacrificados (eutanasia animal) o entregados a un ejército aliado antes de la salida de los estadounidenses de Vietnam del Sur. Debido a las presiones de los guías de perros militares de la guerra de Vietnam, el Congreso aprobó una ley que permite a veteranos de EE. UU. adoptar a los perros una vez terminado su período de servicio. En el año 2000 el presidente Bill Clinton firmó una ley que permitía que estos perros se adoptaran, haciendo de la guerra de Vietnam la única en la que muchos perros del ejército no volvieron a casa.

#### Otras funciones
Perros militares continúan sirviendo como centinelas, rastreadores, búsqueda y rescate, exploradores, mascotas. Perros retirados del servicio se utilizan como mascotas o perros de terapia.

## Imágenes

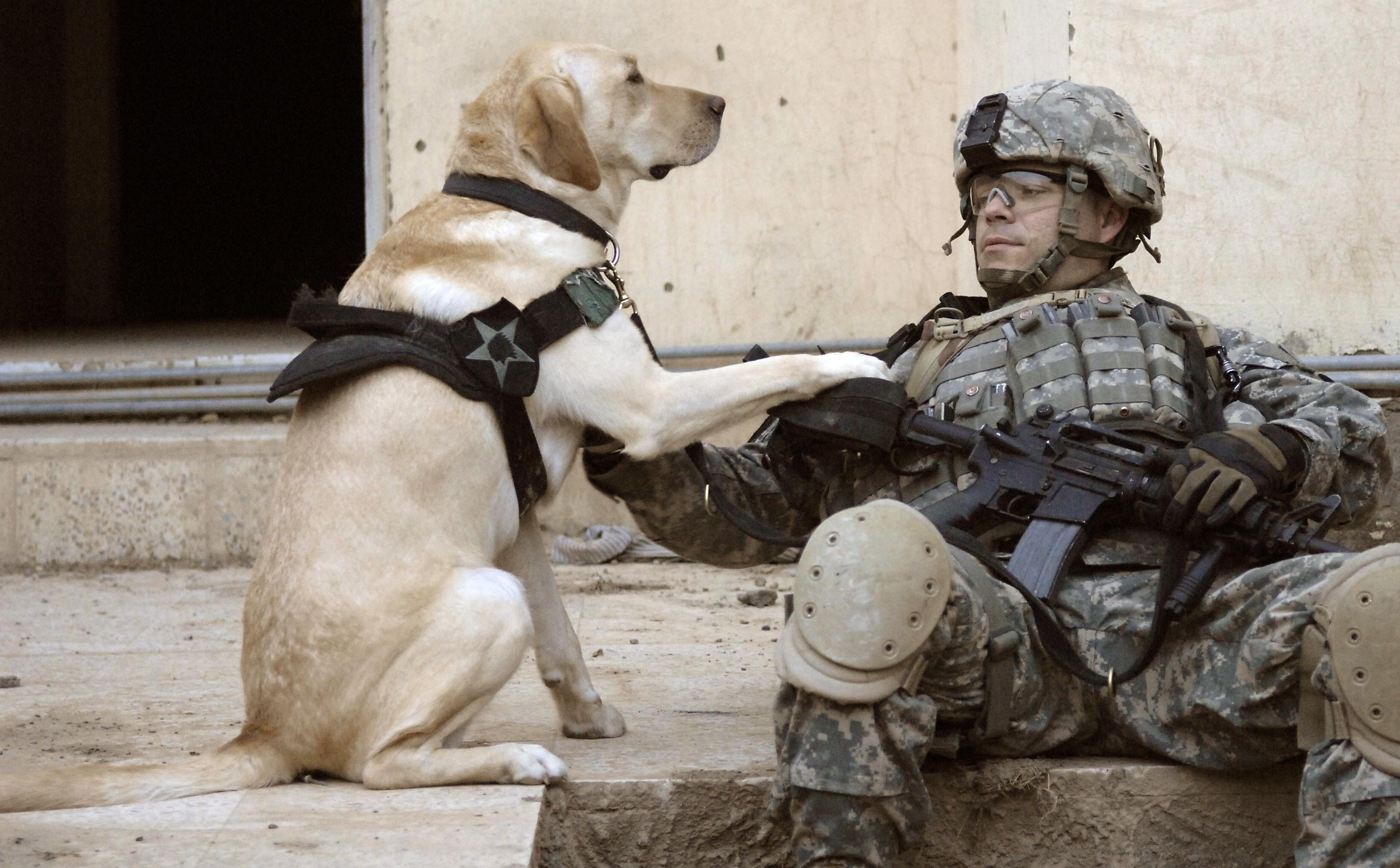
Un soldado de EE. UU. y su Labrador Retriever esperando antes de efectuar un ataque a la insurgencia en Buhriz.
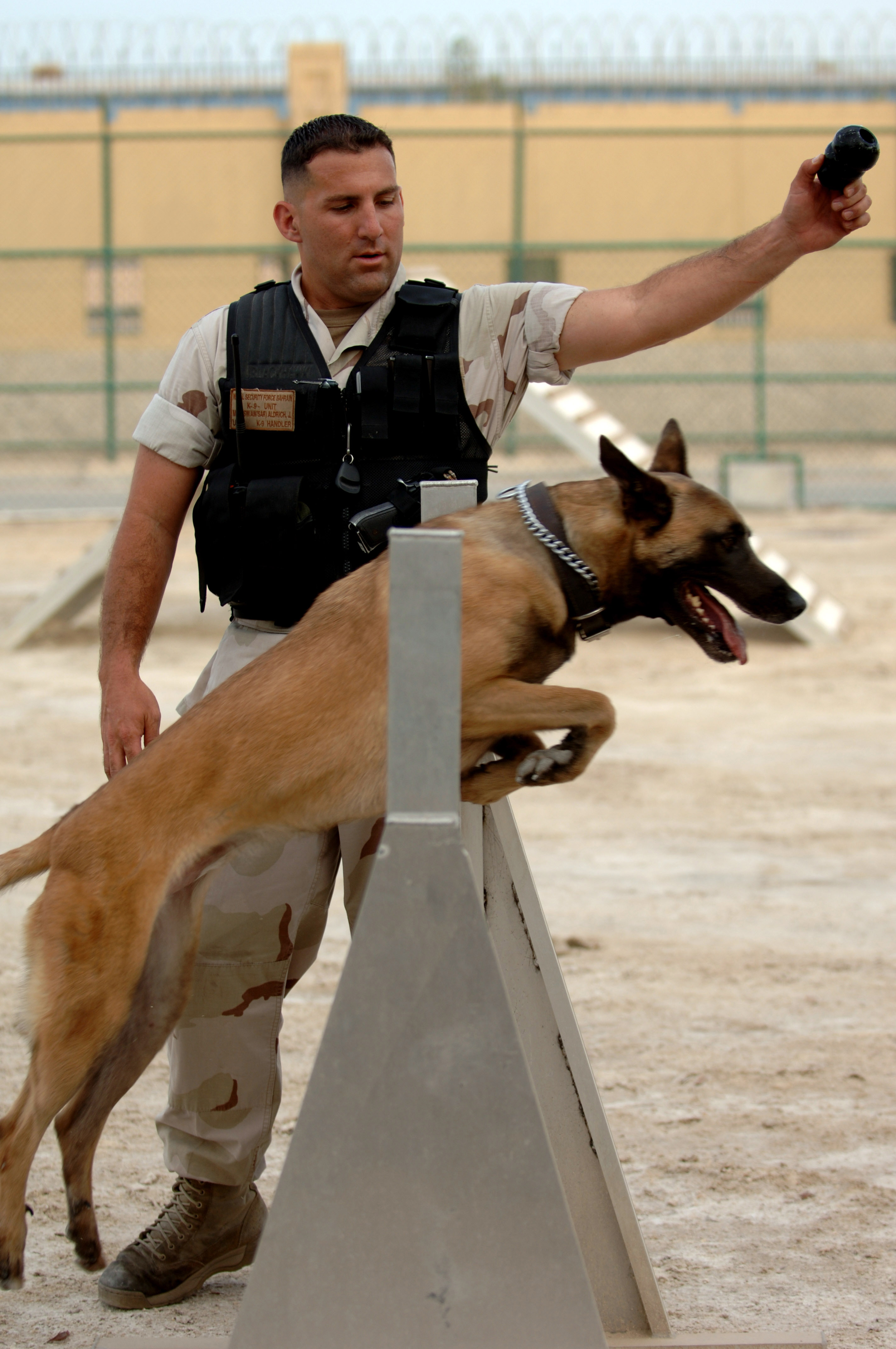
Entrenamiento de la unidad canina de la Seguridad Naval de EE. UU.
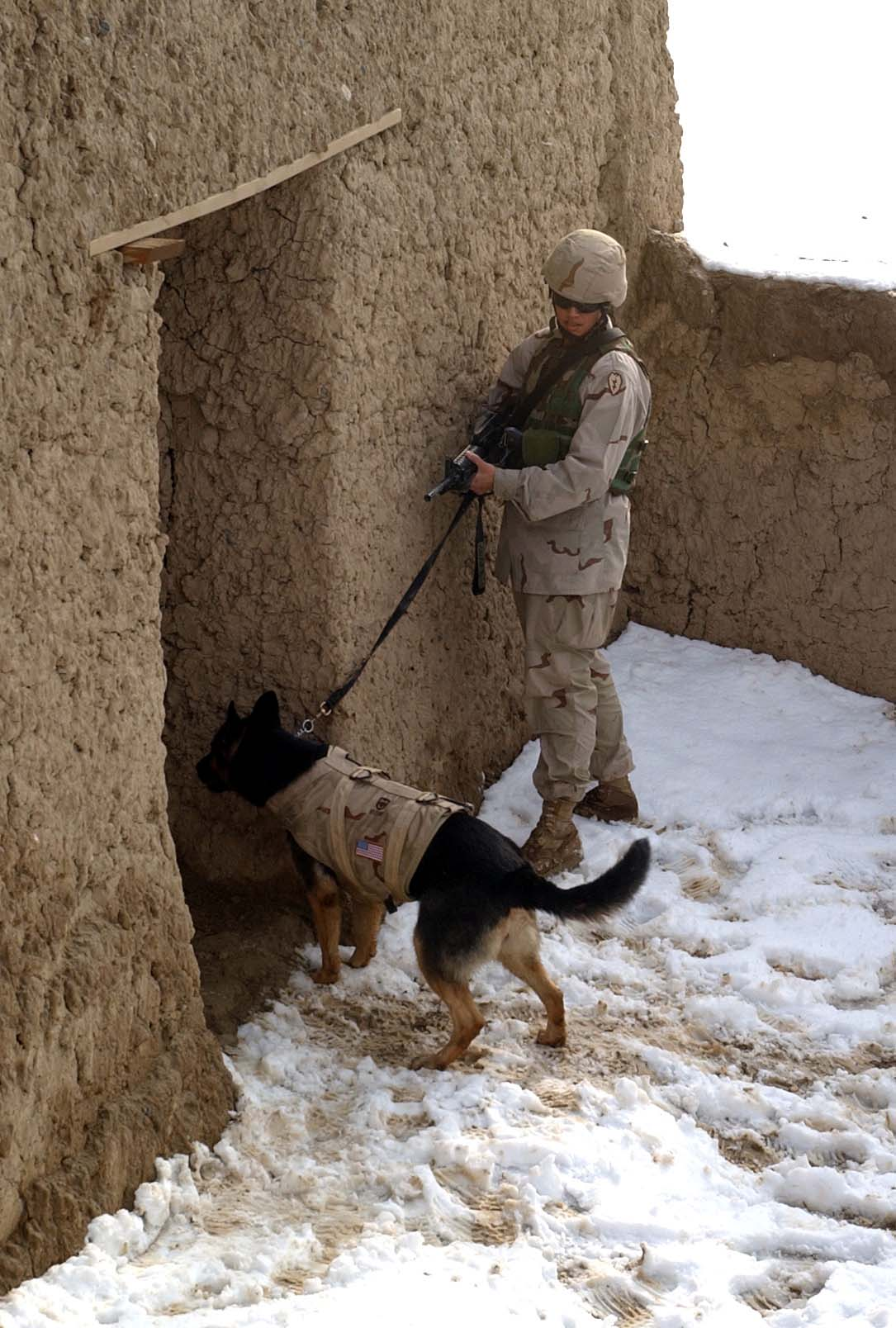
Pastor alemán del Ejército de EE. UU., llevando chaleco antibalas revisa un edificio en Afganistán
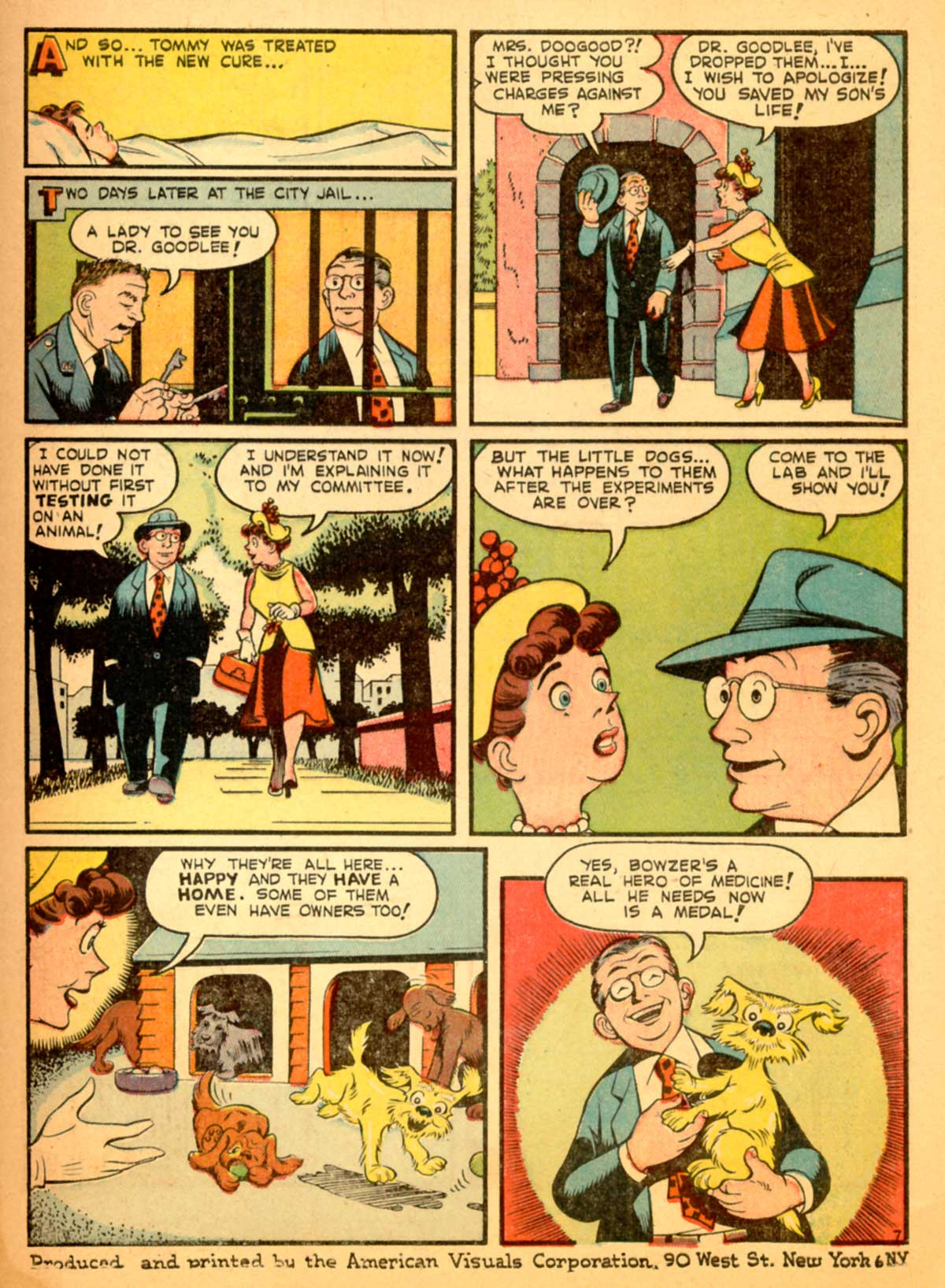
Historieta de la Segunda Guerra Mundial del Post que enfatiza la importancia de los perros en la experimentación médica.
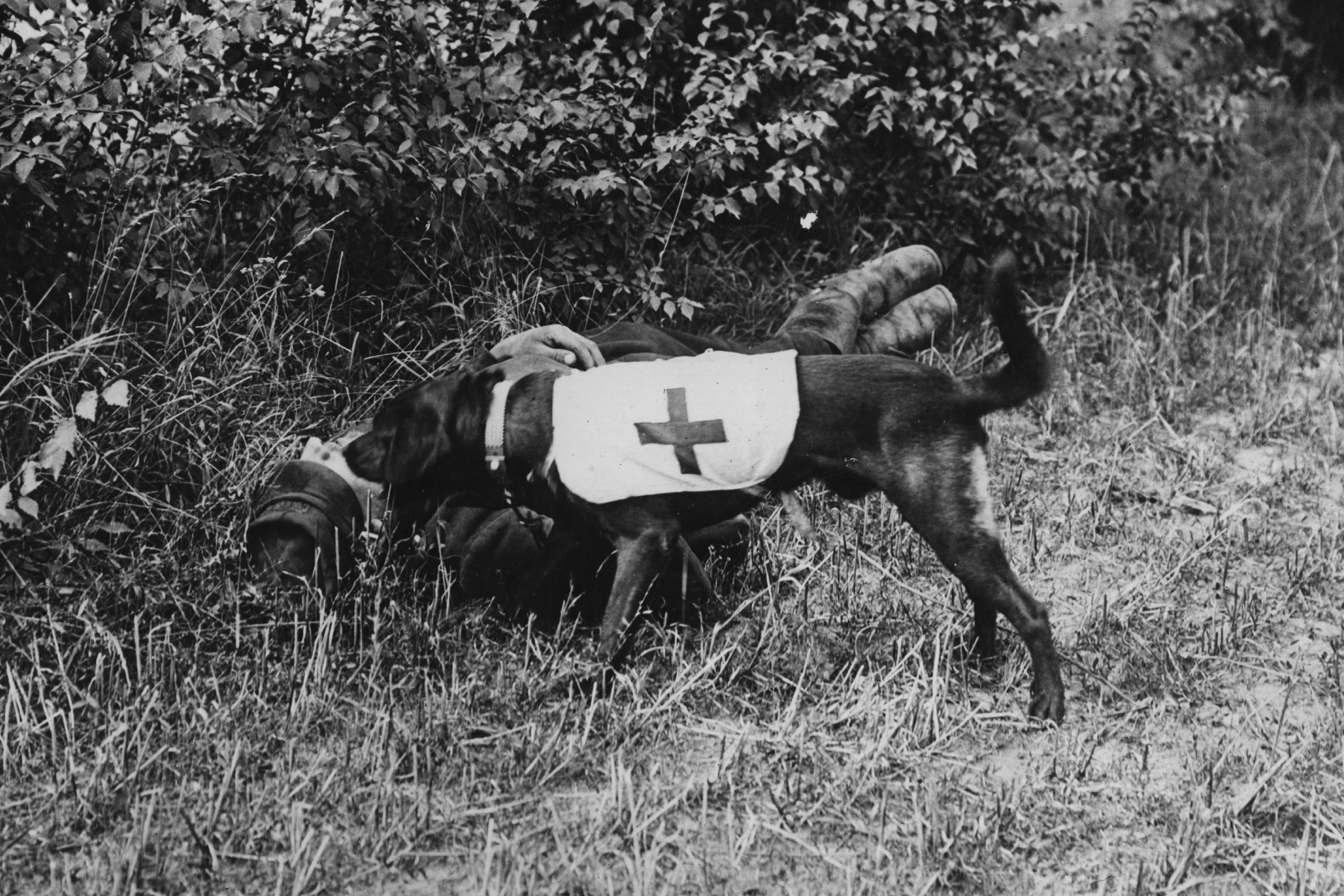
Perros de rescate buscan hombres heridos con el olfato y el oído.
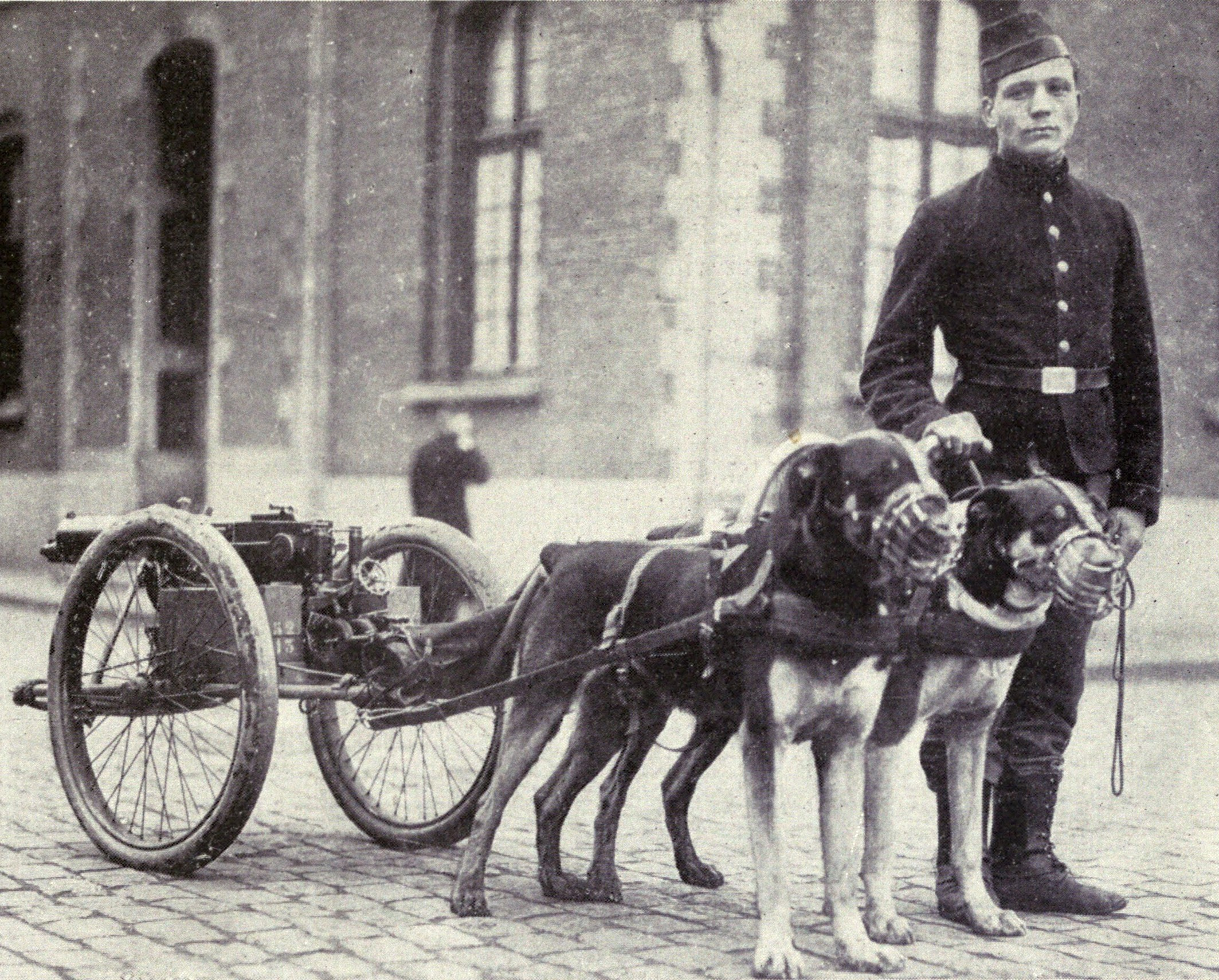
Los perros belgas fueron entrenados para arrastrar ametralladoras.
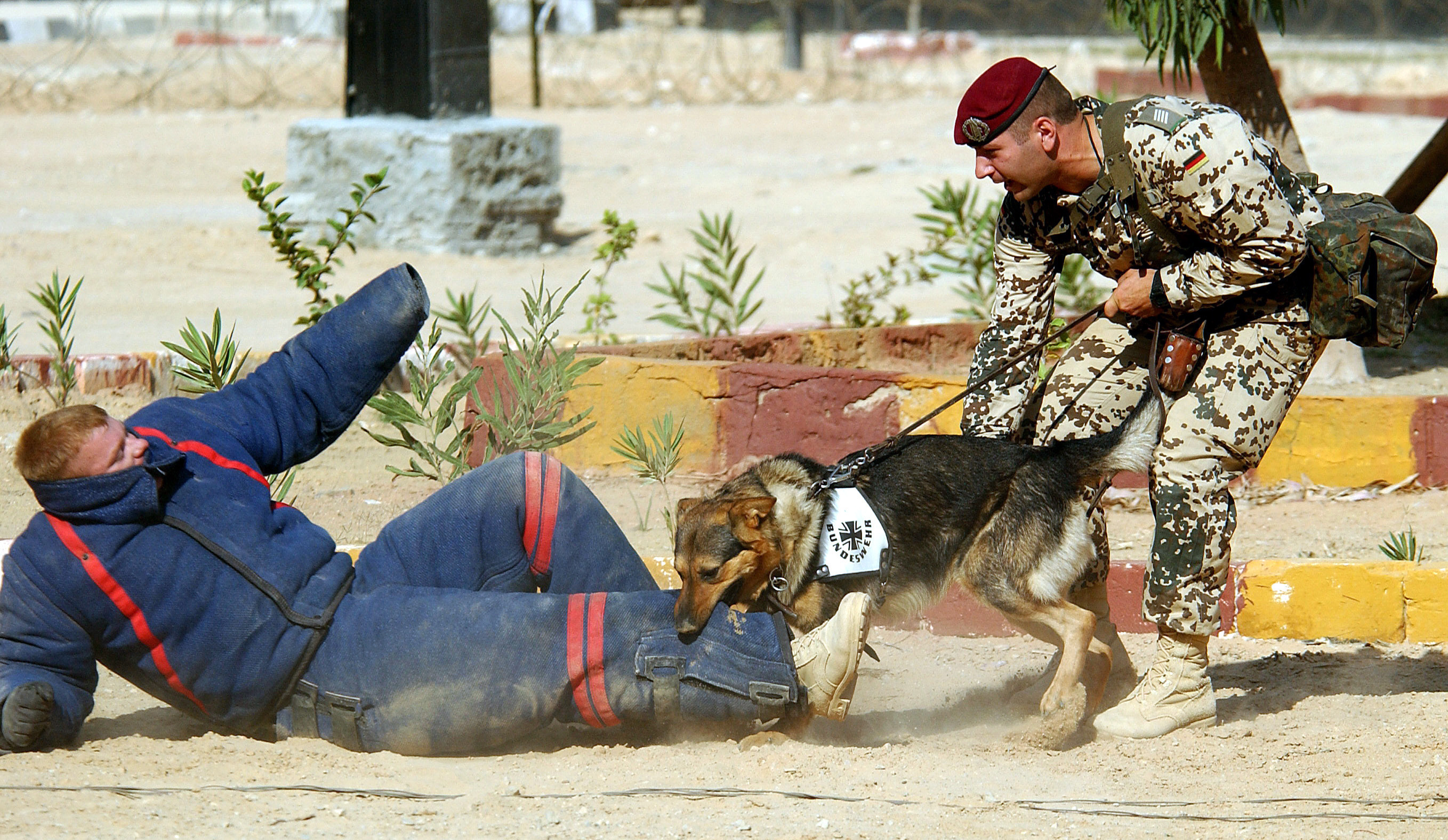
Un Pastor alemán en una demostración en el Bundeswehr.
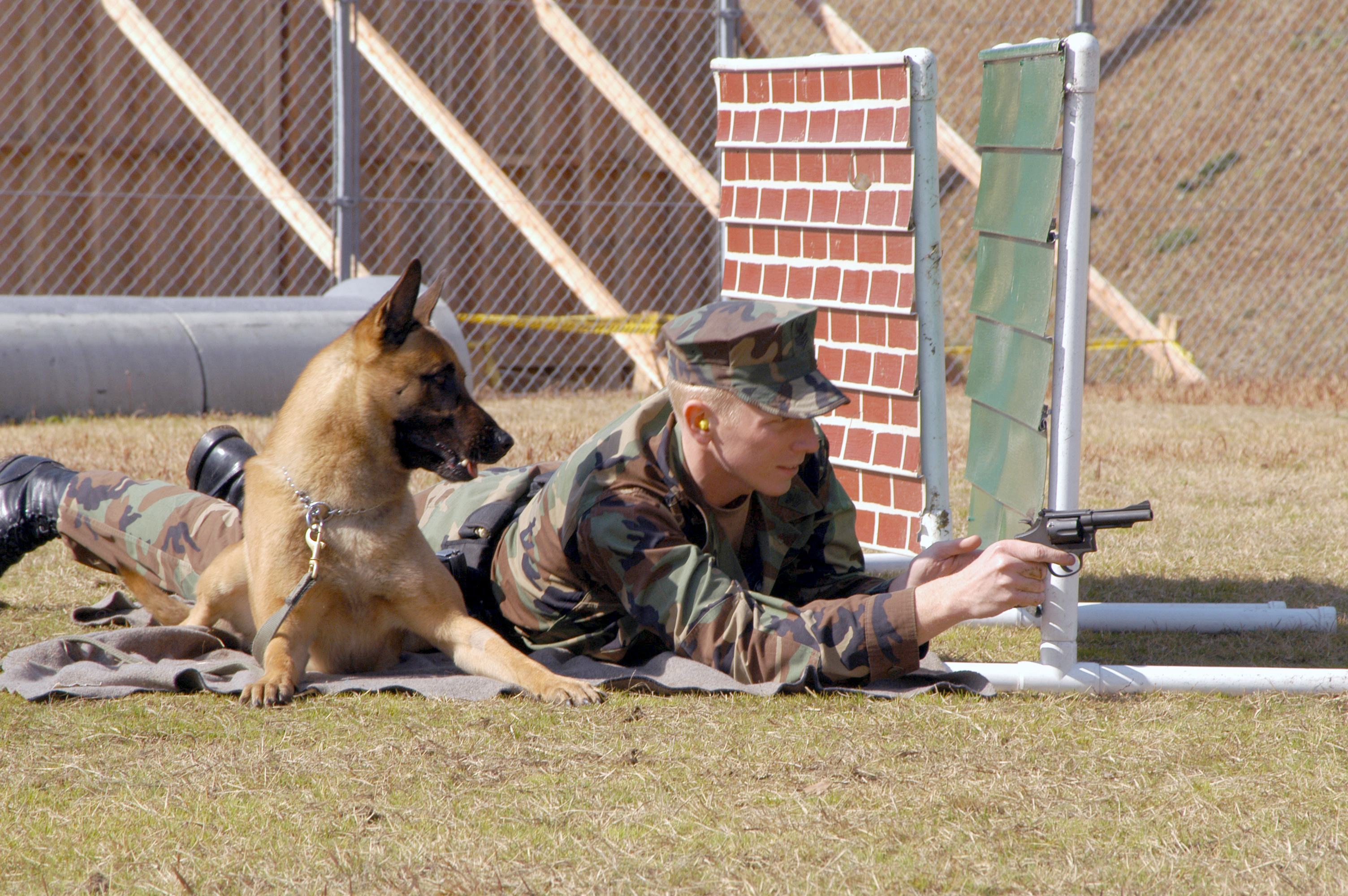
Un adiestrador de la marina dispara para habituar al perro al ruido.
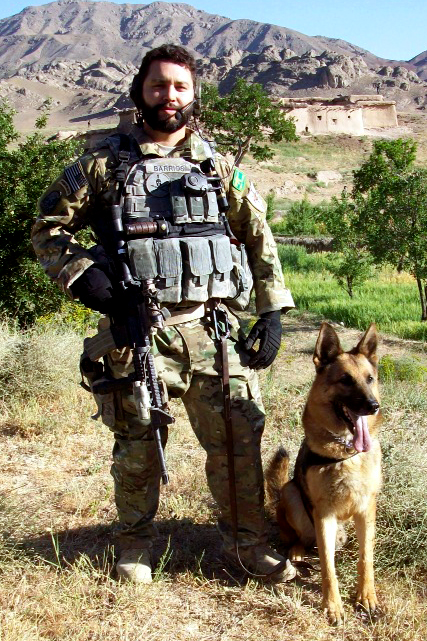
Un adiestrador de las Fuerzas Especiales del Ejército de EE. UU. con un pastor alemán en Afganistán.

## Otros usos
En latinoamérica se usa el concepto como los peones o subalternos de los patrones que se encargan de hacer el trabajo sucio supeditados a su amo. Los latifundistas no hacían este, sino lo ordenaban. Muchos de ellos eran hijos naturales de los mismos esperando ser reconocidos. En Chile eran conocidos como los "ángeles Santa Fé". aparecen en el folklore latinoamericano, como en la canción de Patricio Manns, Arriba en la cordillera que relata como a su padre lo asesinan estos perros de guerra. Actualmente en la Región de La Araucanía muchos de los empleados de las forestales y de empresas del sector son empleados como perros de guerra. Paramilitares como los encuadrados en el Comando Hernán Trizano son responsables de muchos de los abusos cometidos en dicha zona.

## Para leer más
- Dyer, Walter A. (2006). Pierrot the Carabinier: Dog of Belgium. Meadow Books. ISBN 1-84685-036-3.

- Richardson, E. H. (1920). British War Dogs; their training and psychology. London: Skeffington.
- Rohan, Jack (2006). Rags, The Dog Who Went to War. Liskeard: Diggory Press. ISBN 978-1-84685-364-7. OCLC 1348025.
- Varner, John; J.J. Varner (1983). Dogs of the Conquest. Norman, OK: University of Oklahoma Press. ISBN 978-0806117935.

- Datos: Q11722177
- Multimedia: Military working dogs / Q11722177